# Маријан Ловрић
Маријан Ловрић (Загреб, 6. новембар 1915 — Ријека, 17. септембар 1993) је био југословенски филмски и позоришни глумац.

## Биографија
Студирао је на загребачкој Музичкој академији, а затим се у Прагу уписао на музикологију. Истовремено је радио у Опери Нáроднога дивадла као асистент режије Б. Гавеле. Од 1937. глумио је у Загребу, Осијеку, Сарајеву и Ријеци те у Казалишту народнога ослобођења Хрватске, а од 1949. био је члан Југословенског драмскога позоришта у Београду.

## Филмографија
Дугометражни филм  |  ТВ филм  |  ТВ серија  |  ТВ мини серија  |  ТВ кратки филм | ТВ драма
|                   | 1940 | 1950 | 1960 | 1970 | 1980 | Укупно |
| ----------------- | ---- | ---- | ---- | ---- | ---- | ------ |
| Дугометражни филм | 2    | 8    | 7    | 2    | 3    | 22     |
| ТВ филм           | 0    | 1    | 10   | 5    | 1    | 17     |
| ТВ серија         | 0    | 0    | 4    | 8    | 2    | 14     |
| ТВ мини серија    | 0    | 0    | 0    | 0    | 2    | 2      |
| ТВ кратки филм    | 0    | 0    | 1    | 0    | 0    | 1      |
| Укупно            | 2    | 9    | 22   | 15   | 8    | 56     |
|           | Назив                    | Улога                                             |
| --------- | ------------------------ | ------------------------------------------------- |
| 1947      | Славица                  | Марин                                             |
| 1949      | Застава                  | Командант Петар                                   |
| 1950-te ▲ |                          |                                                   |
| 1951      | Мајор Баук               | Милош Баук                                        |
| 1952      | Хоја! Леро!              | /                                                 |
| 1955      | Ешалон доктора М.        | Доктор М                                          |
| 1956      | Последњи колосек         | Иследник Марко                                    |
| 1958      | Х-8                      | Рудолф Кнез                                       |
| 1958      | Погон Б                  | Председник радничког савета                       |
| 1959      | Осма врата               | /                                                 |
| 1959      | Ноћи и јутра             | Командант партизанског одреда (као Марјан Ловрић) |
| 1960-te ▲ |                          |                                                   |
| 1961      |                          | Анте                                              |
| 1961      | Не убиј                  | Капетан (као Марјан Ловрић)                       |
| 1963      | Двоструки обруч          | /                                                 |
| 1963      | Човек и звер             |                                                   |
| 1967      | Пошаљи човека у пола два | /                                                 |
| 1968      | Бекства                  | /                                                 |
| 1970-te ▲ |                          |                                                   |
| 1972      | Девојка са Космаја       | /                                                 |
| 1973      | Паја и Јаре              | /                                                 |
| 1980-te ▲ |                          |                                                   |
| 1980      | Тајна Николе Тесле       | /                                                 |
| 1984      | Задарски мементо         | Свећеник                                          |
|           | Назив                    | Улога                          |
| --------- | ------------------------ | ------------------------------ |
| 1959      | Мистериозни Kамић        | /                              |
| 1960-te ▲ |                          |                                |
| 1961      | Војник са два имена      | /                              |
| 1963      | Ромео и Ђулијета         | /                              |
| 1963      | Адам и Ева               | Човјек                         |
| 1964      | Огањ                     | /                              |
| 1965      | Поноћни гост             | /                              |
| 1965      | После одмора             | /                              |
| 1967      | Јегор Буличов            | Тјатин                         |
| 1968      | На рубу памети           | Г др Атила пл Ругвај           |
| 1968      | Прљаве руке              | /                              |
| 1969      | Вели Јоже                | /                              |
| 1970-te ▲ |                          |                                |
| 1970      | Крунисањe                | /                              |
| 1971      | Сократова одбрана и смрт | Мелет                          |
| 1971      | Нирнбершки епилог        | Рајзман, бранилац              |
| 1972      | Злочин и казна           | Аркадије Ивановић Свидригајлов |
| 1973      | Диогенес                 | /                              |
| 1980-te ▲ |                          |                                |
| 1982      | Тројански коњ            | Лекар                          |
| Од | До | Назив | Улога |
| -- | -- | ----- | ----- |

| 1970-te ▲ | 1970-te ▲ | 1970-te ▲ | 1970-te ▲ |
| --------- | --------- | --------- | --------- |

| 1980-te ▲ | 1980-te ▲ | 1980-te ▲ | 1980-te ▲ |
| --------- | --------- | --------- | --------- |

|      | Назив  | улога                   |
| ---- | ------ | ----------------------- |
| 1962 | Курјак | Курјак (директор школе) |

|      | Назив           |
| ---- | --------------- |
| 1968 | Стубови друштва |
- Отело и Клаудије (В. Шекспир, Хамлет)
- Фердинанд (Ф. Шиллер, Сплетка и љубав)
- Ада и Иља (Ј. Косор, Пожар страсти)
- Џими (Е. О’Нил, Дуго путовање у ноћ)
- Гастон (Ј. Аноуилх, Путник без пртљаге)
- Гарцин (Ј.П. Сартр, Иза затворених врата)        == Спољашње везе ==
- Маријан Ловрић на веб-сајту  (језик: енглески) 